# Türkische Botschaft Abidjan
Die Türkische Botschaft Abidjan (offiziell: Botschaft der Republik Türkei in Abidjan; Türkiye Cumhuriyeti Abidjan Büyükelçiliği oder T. C. Abidjan Büyükelçiliği) ist die höchste diplomatische Vertretung der Republik Türkei in der Elfenbeinküste. Seit 2009 residiert Yalçın Kaya Erensoy als Botschafter der Republik Türkei in dem Botschaftsgebäude.
Die Botschaft eröffnete im Oktober 2009. Das Botschaftsgebäude befindet sich seit dem November 2010 auf dem Boulevard Lagunaire. Die Botschaft trägt zusätzlich die Amtsgeschäfte für Sierra Leone und Liberia.